# Абу Абдаллах Мухаммад VI
Абу Абдаллах Мухаммад VI (араб. أبو عبد الله محمد بن الحسن; д/н — після 1574) — останній султан і халіф Держави Хафсідів у 1573—1574 роках.

## Життєпис
Син халіфа аль-Хасана. У 1543 році його батька було повалено братом Ахмадом. Мухаммад втік на південь, де згодом отримав підтримку марабутів Кайруана і арабського племені шаббайя. В подальшому вів війну проти брата до 1552 року, коли зазнав остаточної поразки. Втік до іспанської залоги в Махдії, а 1554 року евакуювався з іспанцями до Сицилії.
1573 року іспанський полководець Хуан Австрійський відвоював Туніс, сильно його пограбувавши. Спочатку він планував створити тут своє королівство, навіть прийняв корону. Але зрештою відмовився від цих планів через протидію свого зведеного брата короля Іспанії Філіпа ІІ і оголосив султаном і халіфом Мухаммада VI .
Через 9 місяців потужна османська атака, проведена узгоджено Сінан-пашою і Улуджем Алі, пашою Алжиру і Триполі, дозволила туркам зайняти більшу частину держави. 15 липня 1574 року османські війська захопили іспанську фортецю Ла-Гулєт, а 3 вересня — Туніс. Мухаммад VI потрапив у полон. Його було відправлено до Стамбула, де той помер у в'язниці. Туніс приєднано до Османської імперії, Держава Хафсідів припинила своє існування.